# Juegos Paralímpicos de Londres 2012
Los Juegos Paralímpicos de 2012 fueron los decimocuartos Juegos Paralímpicos y se celebraron desde el 29 de agosto hasta el 9 de septiembre de 2012. El evento fue acogido en Londres, Reino Unido, después de que la ciudad ganara como candidata para los Juegos Olímpicos y los Juegos Paralímpicos de 2012. Hubo 1,6 millones de entradas disponibles con una tasa de ventas estimada del 63%.
En su informe de evaluación el Comité Olímpico Internacional señaló que "Con su rica historia, las capacidades del Deporte Paralímpico británico están entre las mejores de la historia".

## Deportes
Veinte deportes estuvieron en el programa:
| - Atletismo - Baloncesto en silla de ruedas - Boccia - Ciclismo - Equitación | - Esgrima en silla de ruedas - Fútbol 5 - Fútbol 7 - Golbol - Levantamiento de potencia | - Judo - Natación - Remo - Rugby en silla de ruedas - Tenis en silla de ruedas | - Tenis de mesa - Tiro - Tiro con arco - Vela - Voleibol sentado |

## Sedes e instalaciones deportivas
De los veinte deportes paralímpicos, nueve fueron jugados en el Parque Olímpico de Londres, que fue construido especialmente para los Juegos Olímpicos y los Paralímpicos. Estos son:
- Atletismo
- Ciclismo en ruta
- Fútbol 5
- Fútbol 7
- Golbol
- Natación
- Esgrima en silla de ruedas
- Rugby en silla de ruedas
- Tenis en silla de ruedas
- Tiro con arco

El Centro de Exposiciones ExCeL acogió seis deportes más:
- Baloncesto en silla de ruedas
- Boccia
- Levantamiento de potencia
- Judo
- Tenis de mesa
- Voleibol sentado

Los eventos de tiro tuvieron lugar en los Royal Artillery Barracks en Woolwich y el ciclismo en ruta en el Regent's Park, en el centro de Londres. El Grenwich Park hospedó los eventos de equitación, la Weymouth and Portland National Sailing Academy los de vela y El Ethon Dourney los de Remo

## Países participantes
Un total de 176 países participaron en estos Juegos Paralímpicos, 16 países más que en la anterior edición.
| Lista de naciones participantes | Lista de naciones participantes | Lista de naciones participantes | Lista de naciones participantes |
| --- | --- | --- | --- |
| - Afganistán (AFG) - Albania (ALB) - Alemania (GER) - Andorra (AND) - Angola (ANG) - Antigua y Barbuda (ANT) - Arabia Saudita (KSA) - Argelia (ALG) - Argentina (ARG) - Armenia (ARM) - Australia (AUS) - Austria (AUT) - Azerbaiyán (AZE) - Bangladés (BAN) - Barbados (BAR) - Baréin (BRN) - Bélgica (BEL) - Benín (BEN) - Bermudas (BER) - Bielorrusia (BLR) - Birmania (MYA) - Bolivia (BOL) - Bosnia y Herzegovina (BIH) - Botsuana (BOT) - Brasil (BRA) - Brunéi (BRU) - Bulgaria (BUL) - Burkina Faso (BUR) - Burundi (BDI) - Cabo Verde (CPV) - Camboya (CAM) - Camerún (CMR) - Canadá (CAN) - Catar (QAT) - Chile (CHI) - República Popular China (CHN) - China Taipéi (TPE) - Chipre (CYP) - Colombia (COL) - Comoras (COM) - Corea del Norte (PRK) - Corea del Sur (KOR) - Costa de Marfil (CIV) - Costa Rica (CRC) - Croacia (CRO) | - Cuba (CUB) - Dinamarca (DEN) - Ecuador (ECU) - Egipto (EGY) - El Salvador (ESA) - Emiratos Árabes Unidos (UAE) - Eslovaquia (SVK) - Eslovenia (SLO) - España (ESP) (142) - Estados Unidos (USA) - Estonia (EST) - Etiopía (ETH) - Filipinas (PHI) - Finlandia (FIN) - Fiyi (FIJ) - Francia (FRA) - Gabón (GAB) - Gambia (GAM) - Georgia (GEO) - Ghana (GHA) - Grecia (GRE) - Guatemala (GUA) - Guinea (GUI) - Guinea-Bisáu (GBS) - Haití (HAI) - Honduras (HON) - Hong Kong (HKG) - Hungría (HUN) - India (IND) - Indonesia (INA) - Irak (IRQ) - Irán (IRI) - Irlanda (IRL) - Islandia (ISL) - Islas Feroe (FRO) - Islas Salomón (SOL) - Islas Vírgenes de los Estados Unidos (ISV) - Israel (ISR) - Italia (ITA) - Jamaica (JAM) - Japón (JPN) - Jordania (JOR) - Kazajistán (KAZ) - Kenia (KEN) | - Kirguistán (KGZ) - Kuwait (KUW) - Laos (LAO) - Lesoto (LES) - Letonia (LAT) - Líbano (LIB) - Liberia (LBR) - Libia (LBA) - Liechtenstein (LIE) - Lituania (LTU) - Luxemburgo (LUX) - Macao (MAC) - Macedonia del Norte (MKD) - Madagascar (MAD) - Malasia (MAS) - Malaui (MAW) - Malí (MLI) - Malta (MLT) - Marruecos (MAR) - Mauricio (MRI) - Mauritania (MTN) - México (MEX) - Moldavia (MDA) - Mongolia (MGL) - Montenegro (MNE) - Mozambique (MOZ) - Namibia (NAM) - Nepal (NEP) - Nicaragua (NCA) - Níger (NIG) - Nigeria (NGR) - Noruega (NOR) - Nueva Zelanda (NZL) - Omán (OMA) - Países Bajos (NED) - Pakistán (PAK) - Palestina (PLE) - Panamá (PAN) - Papúa Nueva Guinea (PNG) - Perú (PER) - Polonia (POL) - Portugal (POR) - Puerto Rico (PUR) - Reino Unido (GBR) | - República Centroafricana (CAF) - República Checa (CZE) - República del Congo (CGO) - República Democrática del Congo (COD) - República Dominicana (DOM) - Ruanda (RWA) - Rumania (ROU) - Rusia (RUS) - Samoa (SAM) - San Marino (SMR) - Senegal (SEN) - Serbia (SRB) - Sierra Leona (SLE) - Singapur (SIN) - Siria (SYR) - Somalia (SOM) - Sri Lanka (SRI) - Sudáfrica (RSA) - Sudán (SUD) - Suecia (SWE) - Suiza (SUI) - Surinam (SUR) - Tailandia (THA) - Tanzania (TAN) - Tayikistán (TJK) - Timor Oriental (TLS) - Togo (TOG) - Tonga (TGA) - Trinidad y Tobago (TRI) - Túnez (TUN) - Turkmenistán (TKM) - Turquía (TUR) - Ucrania (UKR) - Uganda (UGA) - Uruguay (URU) - Uzbekistán (UZB) - Vanuatu (VAN) - Venezuela (VEN) - Vietnam (VIE) - Yibuti (DJI) - Zambia (ZAM) - Zimbabue (ZIM) |

## Desarrollo

### Ceremonia de inauguración
La ceremonia de inauguración de los Juegos Paralímpicos Londres 2012 se llevó a cabo el 29 de agosto del 2012, en el Estadio Olímpico de Londres.

### Calendario
| ● | Ceremonia de Apertura | ● | Competiciones | ● | Finales | ● | Ceremonia de Clausura |

| Agosto/Septiembre             | 29 X | 30 J | 31 V | 1 S | 2 D | 3 L | 4 M | 5 X | 6 J | 7 V | 8 S | 9 D |
| ----------------------------- | ---- | ---- | ---- | --- | --- | --- | --- | --- | --- | --- | --- | --- |
| Atletismo                     |      |      |      |     |     |     |     |     |     |     |     |     |
| Baloncesto en silla de ruedas |      |      |      |     |     |     |     |     |     |     |     |     |
| Boccia                        |      |      |      |     |     |     |     |     |     |     |     |     |
| Ciclismo                      |      |      |      |     |     |     |     |     |     |     |     |     |
| Equitación                    |      |      |      |     |     |     |     |     |     |     |     |     |
| Esgrima en silla de ruedas    |      |      |      |     |     |     |     |     |     |     |     |     |
| Fútbol 5                      |      |      |      |     |     |     |     |     |     |     |     |     |
| Fútbol 7                      |      |      |      |     |     |     |     |     |     |     |     |     |
| Golbol                        |      |      |      |     |     |     |     |     |     |     |     |     |
| Levantamiento de potencia     |      |      |      |     |     |     |     |     |     |     |     |     |
| Judo                          |      |      |      |     |     |     |     |     |     |     |     |     |
| Natación                      |      |      |      |     |     |     |     |     |     |     |     |     |
| Remo                          |      |      |      |     |     |     |     |     |     |     |     |     |
| Rugby en silla de ruedas      |      |      |      |     |     |     |     |     |     |     |     |     |
| Tenis en silla de ruedas      |      |      |      |     |     |     |     |     |     |     |     |     |
| Tenis de mesa                 |      |      |      |     |     |     |     |     |     |     |     |     |
| Tiro                          |      |      |      |     |     |     |     |     |     |     |     |     |
| Tiro con arco                 |      |      |      |     |     |     |     |     |     |     |     |     |
| Vela                          |      |      |      |     |     |     |     |     |     |     |     |     |
| Voleibol sentado              |      |      |      |     |     |     |     |     |     |     |     |     |
| Ceremonias                    | ●    |      |      |     |     |     |     |     |     |     |     | ●   |
| Agosto/Septiembre             | 29 X | 30 J | 31 V | 1 S | 2 D | 3 L | 4 M | 5 X | 6 J | 7 V | 8 S | 9 D |

### Medallero
País organizador
| # Pos | País                          | Oro | Plata | Bronce | Total |
| ----- | ----------------------------- | --- | ----- | ------ | ----- |
| 1     | República Popular China (CHN) | 95  | 71    | 65     | 231   |
| 2     | Rusia (RUS)                   | 36  | 38    | 28     | 102   |
| 3     | Reino Unido (GBR)             | 34  | 43    | 43     | 120   |
| 4     | Ucrania (UKR)                 | 32  | 24    | 28     | 84    |
| 5     | Australia (AUS)               | 32  | 23    | 30     | 85    |
| 6     | Estados Unidos (USA)          | 31  | 29    | 38     | 98    |
| 7     | Brasil (BRA)                  | 21  | 14    | 8      | 43    |
| 8     | Alemania (GER)                | 18  | 26    | 22     | 66    |
| 9     | Polonia (POL)                 | 14  | 13    | 9      | 36    |
| 10    | Países Bajos (NED)            | 10  | 10    | 19     | 39    |